# Arrondissement Béziers
Das Arrondissement Béziers ist eine Verwaltungseinheit des Départements Hérault in der französischen Region Okzitanien. Hauptort (Sitz der Unterpräfektur) ist Béziers.
Es besteht aus neun Kantonen und 153 Gemeinden.

## Kantone
- Agde (mit 4 von 5 Gemeinden)
- Béziers-1
- Béziers-2
- Béziers-3
- Cazouls-lès-Béziers
- Clermont-l’Hérault (mit 23 von 39 Gemeinden)
- Mèze (mit 7 von 18 Gemeinden)
- Pézenas
- Saint-Pons-de-Thomières

## Gemeinden
Die Gemeinden des Arrondissements Béziers sind:
| 1. Abeilhan (34001)                   | 2. Adissan (34002)                    | 3. Agde (34003)                       | 4. Agel (34004)                       |
| 5. Aigne (34006)                      | 6. Aigues-Vives (34007)               | 7. Alignan-du-Vent (34009)            | 8. Assignan (34015)                   |
| 9. Aumes (34017)                      | 10. Autignac (34018)                  | 11. Avène (34019)                     | 12. Azillanet (34020)                 |
| 13. Babeau-Bouldoux (34021)           | 14. Bassan (34025)                    | 15. Beaufort (34026)                  | 16. Bédarieux (34028)                 |
| 17. Berlou (34030)                    | 18. Bessan (34031)                    | 19. Béziers (34032)                   | 20. Boisset (34034)                   |
| 21. Boujan-sur-Libron (34037)         | 22. Brenas (34040)                    | 23. Cabrerolles (34044)               | 24. Cambon-et-Salvergues (34046)      |
| 25. Camplong (34049)                  | 26. Capestang (34052)                 | 27. Carlencas-et-Levas (34053)        | 28. Cassagnoles (34054)               |
| 29. Castanet-le-Haut (34055)          | 30. Castelnau-de-Guers (34056)        | 31. Causses-et-Veyran (34061)         | 32. Caussiniojouls (34062)            |
| 33. Caux (34063)                      | 34. Cazedarnes (34065)                | 35. Cazouls-d’Hérault (34068)         | 36. Cazouls-lès-Béziers (34069)       |
| 37. Cébazan (34070)                   | 38. Ceilhes-et-Rocozels (34071)       | 39. Cers (34073)                      | 40. Cessenon-sur-Orb (34074)          |
| 41. Cesseras (34075)                  | 42. Colombières-sur-Orb (34080)       | 43. Colombiers (34081)                | 44. Combes (34083)                    |
| 45. Corneilhan (34084)                | 46. Coulobres (34085)                 | 47. Courniou (34086)                  | 48. Creissan (34089)                  |
| 49. Cruzy (34092)                     | 50. Espondeilhan (34094)              | 51. Faugères (34096)                  | 52. Félines-Minervois (34097)         |
| 53. Ferrals-les-Montagnes (34098)     | 54. Ferrières-Poussarou (34100)       | 55. Florensac (34101)                 | 56. Fos (34104)                       |
| 57. Fouzilhon (34105)                 | 58. Fraisse-sur-Agout (34107)         | 59. Gabian (34109)                    | 60. Graissessac (34117)               |
| 61. Hérépian (34119)                  | 62. Joncels (34121)                   | 63. La Caunette (34059)               | 64. La Livinière (34141)              |
| 65. La Salvetat-sur-Agout (34293)     | 66. La Tour-sur-Orb (34312)           | 67. Lamalou-les-Bains (34126)         | 68. Laurens (34130)                   |
| 69. Le Bousquet-d’Orb (34038)         | 70. Le Poujol-sur-Orb (34211)         | 71. Le Pradal (34216)                 | 72. Le Soulié (34305)                 |
| 73. Les Aires (34008)                 | 74. Lespignan (34135)                 | 75. Lézignan-la-Cèbe (34136)          | 76. Lieuran-lès-Béziers (34139)       |
| 77. Lignan-sur-Orb (34140)            | 78. Lunas-les-Châteaux (34144)        | 79. Magalas (34147)                   | 80. Maraussan (34148)                 |
| 81. Margon (34149)                    | 82. Maureilhan (34155)                | 83. Minerve (34158)                   | 84. Mons (34160)                      |
| 85. Montady (34161)                   | 86. Montagnac (34162)                 | 87. Montblanc (Hérault) (34166)       | 88. Montels (34167)                   |
| 89. Montesquieu (Hérault) (34168)     | 90. Montouliers (34170)               | 91. Murviel-lès-Béziers (34178)       | 92. Neffiès (34181)                   |
| 93. Nézignan-l’Évêque (34182)         | 94. Nissan-lez-Enserune (34183)       | 95. Nizas (34184)                     | 96. Olargues (34187)                  |
| 97. Olonzac (34189)                   | 98. Oupia (34190)                     | 99. Pailhès (34191)                   | 100. Pardailhan (34193)               |
| 101. Pézenas (34199)                  | 102. Pézènes-les-Mines (34200)        | 103. Pierrerue (34201)                | 104. Pinet (34203)                    |
| 105. Poilhes (34206)                  | 106. Pomérols (34207)                 | 107. Portiragnes (34209)              | 108. Pouzolles (34214)                |
| 109. Prades-sur-Vernazobre (34218)    | 110. Prémian (34219)                  | 111. Puimisson (34223)                | 112. Puissalicon (34224)              |
| 113. Puisserguier (34225)             | 114. Quarante (34226)                 | 115. Rieussec (34228)                 | 116. Riols (34229)                    |
| 117. Roquebrun (34232)                | 118. Roquessels (34234)               | 119. Rosis (34235)                    | 120. Roujan (34237)                   |
| 121. Saint-Chinian (34245)            | 122. Saint-Étienne-d’Albagnan (34250) | 123. Saint-Étienne-Estréchoux (34252) | 124. Saint-Geniès-de-Fontedit (34258) |
| 125. Saint-Geniès-de-Varensal (34257) | 126. Saint-Gervais-sur-Mare (34260)   | 127. Saint-Jean-de-Minervois (34269)  | 128. Saint-Julien (34271)             |
| 129. Saint-Martin-de-l’Arçon (34273)  | 130. Saint-Nazaire-de-Ladarez (34279) | 131. Saint-Pons-de-Mauchiens (34285)  | 132. Saint-Pons-de-Thomières (34284)  |
| 133. Saint-Thibéry (34289)            | 134. Saint-Vincent-d’Olargues (34291) | 135. Sauvian (34298)                  | 136. Sérignan (34299)                 |
| 137. Servian (34300)                  | 138. Siran (34302)                    | 139. Taussac-la-Billière (34308)      | 140. Thézan-lès-Béziers (34310)       |
| 141. Tourbes (34311)                  | 142. Vailhan (34319)                  | 143. Valras-Plage (34324)             | 144. Valros (34325)                   |
| 145. Vélieux (34326)                  | 146. Vendres (34329)                  | 147. Verreries-de-Moussans (34331)    | 148. Vias (34332)                     |
| 149. Vieussan (34334)                 | 150. Villemagne-l’Argentière (34335)  | 151. Villeneuve-lès-Béziers (34336)   | 152. Villespassans (34339)            |

## Ehemalige Gemeinden seit 2015
bis 2024:
Dio-et-Valquières, Lunas

## Neuordnung der Arrondissements 2017

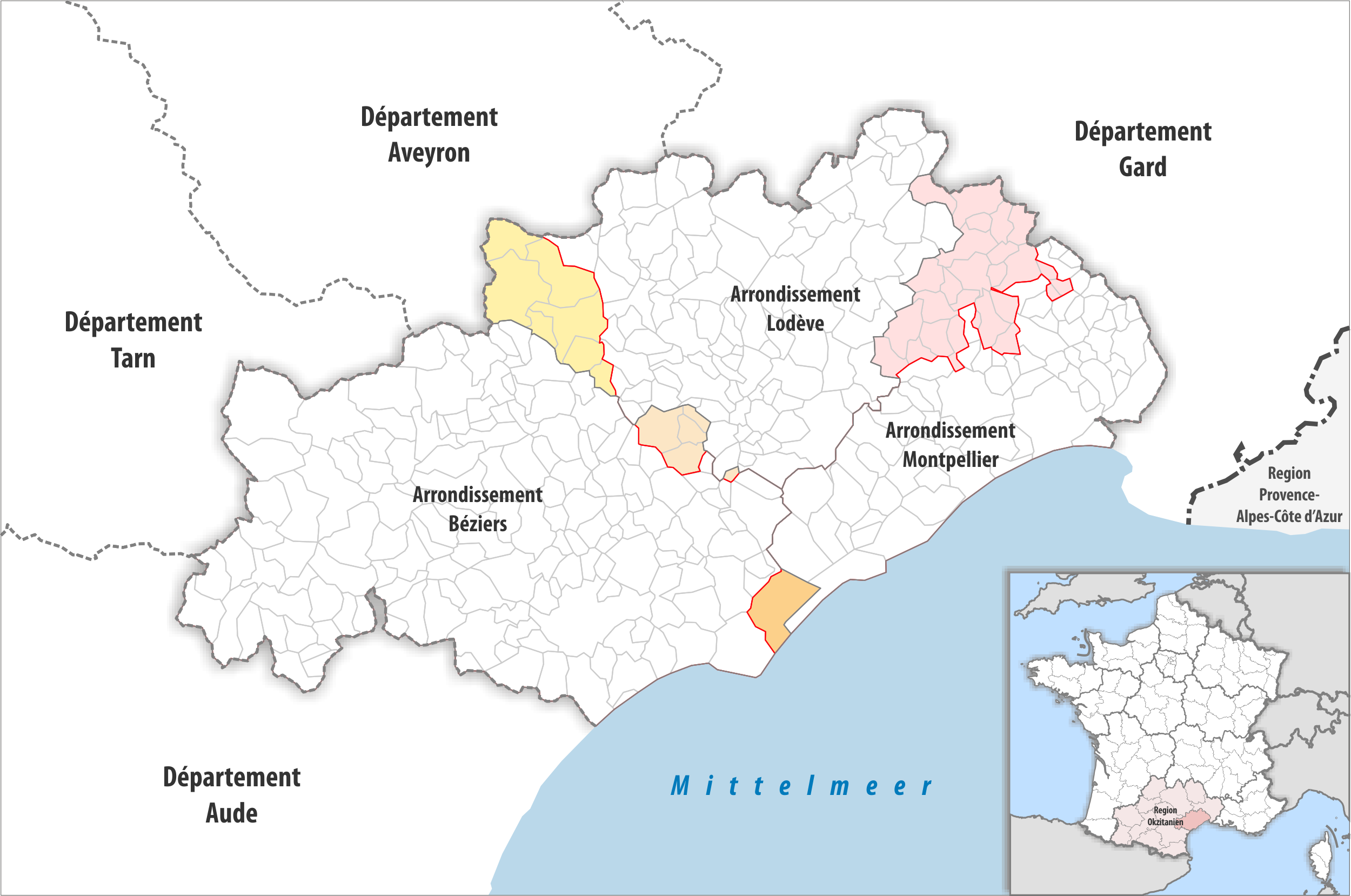
Arrondissementsanpassungen im Jahr 2017

Durch die Neuordnung der Arrondissements im Jahr 2017 wurde aus dem Arrondissement Lodève die Fläche der sieben Gemeinden Avène, Brenas, Ceilhes-et-Rocozels, Dio-et-Valquières, Joncels, Le Bousquet-d’Orb und Lunas dem Arrondissement Béziers zugewiesen.
Dafür wechselte vom Arrondissement Béziers die Fläche der fünf Gemeinden Cabrières, Fontès, Lieuran-Cabrières, Péret und Usclas-d’Hérault zum Arrondissement Lodève und die Fläche der Gemeinde Marseillan zum Arrondissement Montpellier.